# Метвайлер
Метвайлер (нем. Mettweiler) — община в Германии, в земле Рейнланд-Пфальц. 
Входит в состав района Биркенфельд. Подчиняется управлению Баумхольдер.  Население составляет 264 человека (на 31 декабря 2010 года). Занимает площадь 5,50 км².

## География

### Местоположение
Муниципалитет располагается в Вестрихе, историческом регионе, который охватывает территории Германии и Франции. 47% территории муниципального района занимают леса.

### Соседние муниципалитеты
Метвайлер граничит на севере с городом Баумхольдер, на юго-востоке с коммуной Таллихтенберг, на западе с коммуной Бершвайлер-Баумхольдер и Форен-Линден.

## Политика

### Муниципальный совет
Совет состоит из 6 членов, которые избираются по мажоритарной избирательной системе, мэр является председателем совета. 

## Культура
Каждый год проводятся престольный праздник и Брюнненфест («Фестиваль фонтанов»).